# Parafia Podwyższenia Krzyża Świętego w Rudnej
Parafia Podwyższenia Krzyża Świętego – parafia prawosławna w Rudnej, w dekanacie Lubin diecezji wrocławsko-szczecińskiej.
Na terenie parafii funkcjonuje 1 cerkiew:
- cerkiew Podwyższenia Krzyża Świętego w Rudnej – parafialna

## Historia
Parafię erygowano w 1952. Tworzyli ją przesiedleńcy deportowani na ziemie zachodnie w ramach Akcji „Wisła” z miejscowości takich jak: Binczarowa, Bogusza, Czarna, Czyrna, Florynka, Izby, Perunka, Królowa Ruska, Jesionka, Łabowa, Hańczowa, Polany i Brunary. Deportowaną ludność rozproszono po okolicznych miejscowościach: Wysokie, Rudna, Mleczno, Rynarcice, Toszowice, Juszowice, Gwizdanów, Bytków, Gawronki, Kliszów oraz w należącym do gminy Ścinawa Chełmku Wołowskim. W 2014 r. parafia liczyła około 200 wiernych.

## Proboszczowie
- 1953–1958 – ks. Jan Lewiarz
- 1958–1959 – ks. Michał Rydzanicz
- 1959–1962 – ks. Jerzy Zilitynkiewicz
- 1962–1989 – ks. Anatol Fedasz
- 7.11.1989 – 2019 – ks. Sławomir Kondratiuk
- od 2019 – ks. Dariusz Ciołka[1]